# Sarcloir

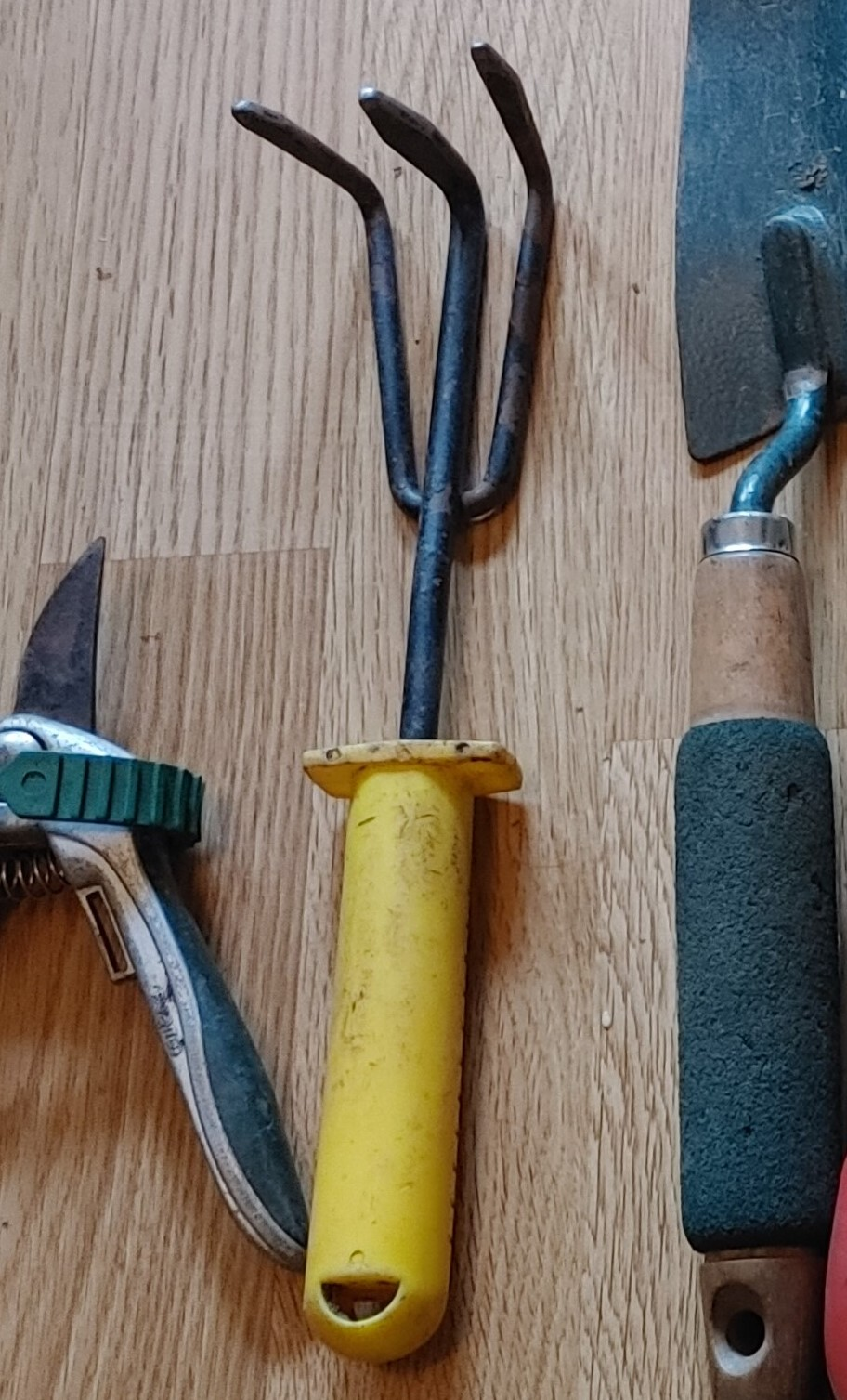
Sarcloir.

Un sarcloir est un outil de jardinage, servant à arracher les plantes spontanées, sans retourner la terre comme avec une binette.
Un sarcloir est constitué d'un manche, au bout duquel se trouvent généralement trois griffes de métal, permettant de gratter la terre en surface.

## Symbolique

### Calendrier républicain
- Dans le calendrier républicain, le Sarcloir était le nom attribué au 20e jour du mois de floréal[1], généralement chaque 9 mai du calendrier grégorien.